# Entoloma occultopigmentatum
Entoloma occultopigmentatum är en svampart som beskrevs av Noordel. & Arnolds 1979. Entoloma occultopigmentatum ingår i släktet Entoloma och familjen Entolomataceae.  Arten är reproducerande i Sverige. Inga underarter finns listade i Catalogue of Life.